# Wasserturm Plön
| Wasserturm Plön        | Wasserturm Plön             |
| Daten                  | Daten                       |
| ---------------------- | --------------------------- |
| Baujahr:               | 1913                        |
| Turmhöhe:              | 42,5 m                      |
| Nutzhöhe:              | 39,5 m                      |
| Behälterart:           | Intze 1                     |
| Volumen des Behälters: | 150 m³                      |
| Stilllegung:           | 1974                        |
| Ursprüngliche Nutzung: | Städtische Wasserversorgung |
| Heutige Nutzung:       | (Ferien-)Wohnung            |

Der Plöner Wasserturm liegt im Osten der Stadt Plön am Scharweg. Der Wasserturm wurde 1913 nach den Plänen des Bremer Ingenieurs Carl Franke errichtet. Er ist stilistisch dem späten Jugendstil bzw. der Reformarchitektur zuzuordnen. Nach seiner Stilllegung im Jahr 1974 sollte er zunächst abgebrochen werden, gehörte dann aber 1977 zu den ersten industriekulturellen bzw. technischen Denkmälern, die in Schleswig-Holstein unter Denkmalschutz gestellt wurden.

## Baubeschreibung
Der Wasserturm ist 42,5 m hoch, sein eiserner Wasserbehälter fasst 150 m³ und gehört konstruktiv dem sogenannten Typ Intze 1 an. Der Turmschaft mit Backstein-Verkleidung wird durch sechs Strebepfeiler gegliedert. Die Verkleidung des Behälters besteht aus Naturschiefer auf einer hölzernen Unterkonstruktion. Zwischen dem schlankeren Turmschaft und dem Behälter ist eine deutlich auskragende, umlaufende Aussichtsgalerie mit massiver Brüstung angeordnet, deren sechs Konsolen sich aus den sechs Pfeilervorlagen des Turmschafts entwickeln. Besonders charakteristisch für den Plöner Wasserturm ist der Material- und Farbwechsel zwischen Backstein, Schiefer und hellem Verputz der Galerie.

## Geschichte der Plöner Wasserversorgung
Die Plöner städtischen Kollegien beschlossen 1912 auf Antrag des Magistrats die Errichtung eines städtischen Wasserwerks. Das Maschinenhaus und die drei Rohrbrunnen errichtete die Bauunternehmung Paul Gockenbach am Ufer des Großen Plöner Sees. Den Turm errichtete man oberhalb davon auf dem Hohenberg. Ende 1913 ging die Anlage in Betrieb.
Wegen der Bevölkerungszunahme musste das Wasserwerk mehrmals erweitert werden. Außerdem waren unbrauchbar gewordene Brunnen durch neue zu ersetzen.
In den 1960er Jahren bauten die Stadtwerke zunächst ein Behelfswasserwerk und dann 1965 einen Hochbehälter auf dem Parnaß. Dieser lag 67 m über dem Meeresspiegel und fasste 1000 m³ Wasser. Damit wurde der Wasserturm letztlich überflüssig. Seit 1974 wird das Bauwerk nicht mehr als Wasserturm genutzt.
Die Schleswag, die 1972 die Plöner Wasserversorgung übernommen hatte, stellte 1976 einen Abbruchantrag für den Turm. Diesem wurde jedoch nicht stattgegeben, denn es regte sich heftiger Widerstand in der Bevölkerung, der vom Landesamt für Denkmalpflege Schleswig-Holstein unterstützt wurde. 1977 wurde der Wasserturm unter Denkmalschutz gestellt und anschließend von der Schleswag saniert.

## Umnutzung
1985 ließ ein Ehepaar nach Plänen eines ortsansässigen Architekten eine Wohnung in den Turm einbauen, nachdem das  Energieversorgungsunternehmen Schleswag den Turm kostenlos übergeben hatte. Die Wohnung befindet sich über dem dritten Obergeschoss. Sie hat fünf übereinanderliegende Ebenen. Wohn- und Arbeitsbereich sind im ehemaligen Wasserbehälter untergebracht. Die Diele, das Bad und das Schlafzimmer befinden sich im Schaft des Turms. Ein Fahrstuhl führt vom Eingang in die 22 m höher gelegene Eingangsdiele, von dort aus führen Treppen in die oberen Geschosse.